# A New Dimension
A New Dimension è un album di Willie Bobo, pubblicato dalla Verve Records nel 1968.
Il disco fu registrato il 23 dicembre del 1968 a New York.

## Tracce
Lato A
1. Psychedelic Blues – 6:12 (Sonny Henry)
2. The Look of Love – 4:16 (Burt Bacharach, Hal David)
3. Grazing in the Grass – 5:25 (Hugh Masekela)
4. Quieres Volver – 3:51 (José Alfredo Jiménez, José Feliciano)

Lato B
1. Yellow Days – 3:49 (Alan Bernstein, Alvaro Carrillo)
2. Lisa – 6:12 (Sonny Henry)
3. This Guy's in Love with You – 2:57 (Burt Bacharach, Hal David)
4. Sham Time – 6:30 (Eddie Harris)

## Musicisti
- Willie Bobo - timbales, voce
- Sonny Henry - chitarra
- Jimmy Owens - tromba, flugelhorn
- Kenny Rodgers - sassofono tenore, sassofono alto
- Chuck Rainey - contrabbasso
- Felix Wilkins - flauto
- Freddie Waits - batteria
- Victor Pantoja - congas
- Osvaldo Martínez - gourd, cowbells
- John Rodriguez, Jr. - bongos, cowbells
- Sonny Henry - arrangiamenti  (brani A1 & B2)
- Don Sebesky - arrangiamenti  (brani A2, A4 & B3)

Musicisti aggiunti nei brani A2, A4 & B3
- Phil Bodner - flauto alto, corno inglese, clarinetto
- Stan Webb - flauto alto
- Jack Jennings - timpani, mullets
- Lewis Eley - violino
- Harry Glickman - violino
- Charles Libovic - violino
- Raoul Poliakin - violino
- Max Pollikoff - violino
- Tosha Samaroff - violino
- Sylvan Shulman - violino
- Alan Shulman - violoncello
- Seymour Barab - violoncello